# حلية رباعية الأوراق
الحلية الرباعية (Quatrefoil) هي واحدة من العناصر المعمارية الزخرفية. وخصوصا نوع من الإطارات المستخدمة في الفن القوطي وعصر النهضة في الزخرفة.
تتكون من أربعة أنصاف من الدوائر المرتبة التي تشبة ورقة النفل الرباعية. يتم استخدامها في الرسم والعمارة والنحت (نقش بارز) وعلم العملات. وعندما يكون عدد الاوراق 3 تسمى حلية ثلاثية.

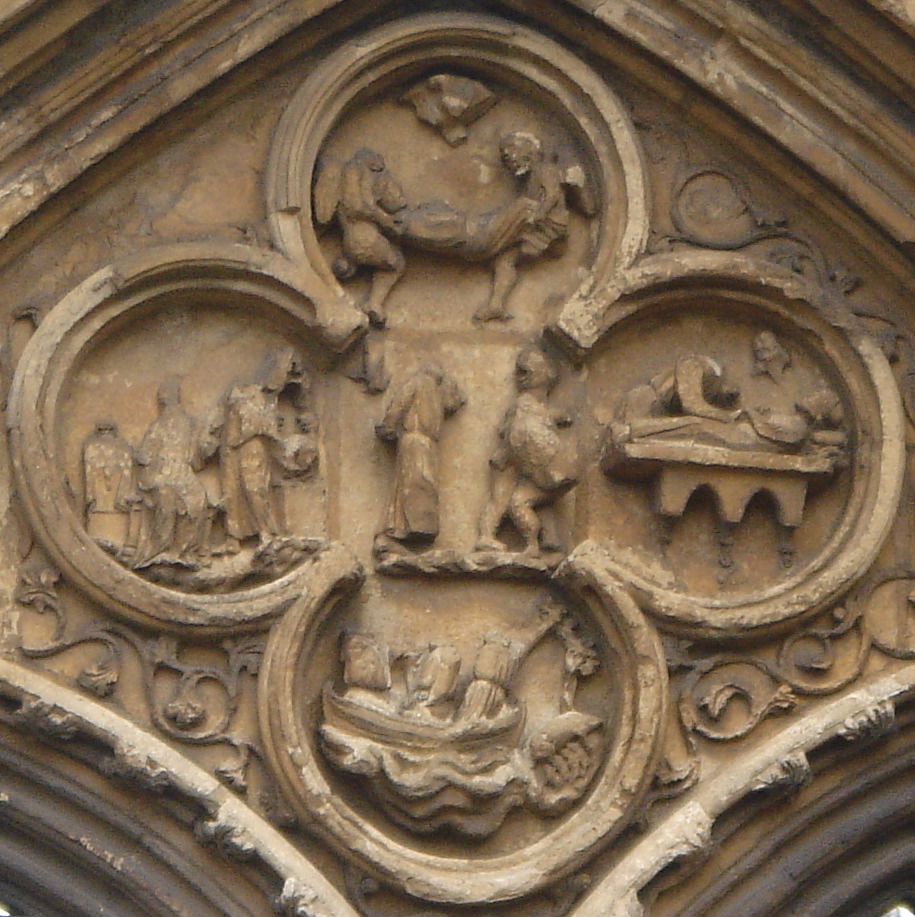
تظهر الحلية الرباعية، الموجودة فوق الباب الغربي لدير كرويلاند، مشاهد إغاثة من حياة القديس غوثلاك. يعود تاريخ التمثال إلى منتصف القرن الثالث عشر.